# Het lange afscheid van Charlie St. Cloud
Het lange afscheid van Charlie St. Cloud (oorspronkelijke titel: The Death and Life of Charlie St. Cloud) is een roman geschreven door Ben Sherwood en werd in 2004 uitgegeven door Bantam Dell. Het gaat over de ervaring van een man, Charlie St. Cloud, wiens broer overlijdt bij een auto-ongeluk.

## Inhoud
Twee broers, Charlie (15 jaar) en Sam (12 jaar) besluiten naar een honkbalwedstrijd te gaan. Ze 'lenen' de auto van de buurman en rijden naar het stadion. Op de terugweg raken ze betrokken bij een auto-ongeluk en overlijdt Sam. Charlie moet gereanimeerd worden. In die tijd, bevinden ze zich dicht bij de begraafplaats in Marblehead, de stad waar ze wonen. Angstig doen ze elkaar de belofte dat ze elkaar nooit meer in de steek zullen laten. Charlie wordt gereanimeerd en komt terug tot leven.
Vijf jaar later werkt Charlie op de begraafplaats van Marblehead. Elke avond tijdens schemering gaat hij naar een nabijgelegen bos waar hij zijn broer Sam ontmoet. Charlie heeft de gave om geesten te zien, dus kan hij daar met zijn broer spelen.
In de stad woont Tess Caroll, een zeilster met de droom om een zeiltocht rond de wereld te maken. Een week voor haar vertrek test ze haar schip tijdens een storm, maar in een ongeluk raken Tess en haar schip spoorloos. Tess verschijnt op de begraafplaats en ontmoet Charlie. Ze gaat met hem uit. De volgende dag realiseert ze zich dat mensen haar negeren en ze ziet geen reflectie van zichzelf als ze in het water kijkt. Ook kan ze Sam St. Cloud zien, de jongen die vijf jaar geleden is overleden.
Charlie is verrast door de gedachte dat Tess dood zou kunnen zijn. In de tussentijd is de stad bezig met een zoektocht naar Tess en haar schip. Charlie zoekt mee en moet accepteren dat hij haar geest heeft gezien.
Als iedereen opgeeft voelt Charlie dat er één plek is waar hij nog niet is geweest. Met de hulp van Sam vindt hij Tess. Ze wordt naar een ziekenhuis gebracht en belandt in een diepe coma.
Een paar maanden later besluit Charlie zijn baan op te zeggen en verder te gaan met zijn leven. Tijdens een laatste bezoek aan het ziekenhuis wordt Tess wakker en na een gesprek krijgt ze de herinneringen terug van haar tijd als geest.

## Verfilming
In juli 2009 werd begonnen met de verfilming van het boek. Zac Efron speelt Charlie St. Cloud, Amanda Crew speelt Tess Carroll. Louise St. Cloud wordt gespeeld door Kim Basinger. De film wordt geregisseerd door Burr Steers. In de Verenigde Staten zou de film op 30 juli 2010 uitkomen onder de titel Charlie St. Cloud.